# Novák Ferenc (koreográfus)
Novák Ferenc (Nagyenyed, 1931. március 27. – Budapest, 2024. augusztus 17.), közismert nevén Tata a Nemzet Művésze címmel kitüntetett, Kossuth-díjas és Erkel Ferenc-díjas magyar koreográfus, rendező, etnográfus, érdemes művész. Az amszterdami Nemzetközi Táncszínház koreográfus-rendezője, 1983-tól a Honvéd Együttes művészeti igazgatója. A magyar néptánciskola és a folklór sajátos színházi megjelenítésének egyik megteremtője.

## Családja
Felesége Foltin Jolán táncművész, koreográfus rendező; lánya Novák Eszter rendező, fia Novák Péter énekes, műsorvezető.

## Élete
Novák Ferenc a HVDSZ Bihari János Táncegyüttes megalapítója, a Honvéd Együttes tánckarvezetője, a Szegedi Nemzetközi Néptáncfesztivál művészeti vezetője, az amszterdami Folklór Táncszínház koreográfus-rendezője, 1983-tól a Honvéd Együttes művészeti igazgatója, a Magyar Táncművészek Szövetségének főtitkára, 1996-tól a Magyar Művészeti Akadémia tagja. 2012 decemberében kilépett a Magyar Művészeti Akadémiáról. 2023 nyarán lemondott a Magyar Táncművészek Szövetsége tiszteletbeli elnökségi tagságáról, hogy így tiltakozzon az Orbán-kormány kulturális kormányzata ellen, a magyar táncművészet doyenje azzal indokolta döntését, hogy nagyszerű társulatokat tettek működésképtelenné, illetve hogy nincs olyan kompetens személy, aki szóba állna velük.

## Díjai, elismerései
- SZOT-díj (1966)
- Erkel Ferenc-díj (1975)
- Munka Érdemrend arany fokozata (1980)
- Budapest Főváros tanácsa Művészeti Díj (1983)
- Érdemes művész (1985)
- Ifjúsági Díj (1987)
- Magyar Művészetért díj (1988)
- Juhász Gyula-díj (1988)
- Magyar Köztársaság aranykoszorúval díszített Csillagrendje (1991)
- Kossuth-díj (1993)
- Magyar Örökség díj (1999)
- Honvédelemért kitüntető cím I. oszt. (2000)
- Kölcsey Ferenc Milleniumi-díj (2001)
- Hazám-díj (2003)
- Prima díj (2003)
- Hevesi Sándor-díj (2003)
- A Magyar Köztársasági Érdemrend középkeresztje a csillaggal (2005)
- Jubileum Prima Primissima díj (2007)
- A Halhatatlanok Társulatának örökös tagja (2010)
- A Nemzet Művésze (2014)
- Kriterion-koszorú (2021)[7]
- Magyar Szabadságért díj (2021)
- Budapest díszpolgára (2021)
- Józsefváros díszpolgára (2023)

## Legjelentősebb művei
Antigoné, Magyar Electra, Forrószegiek, Lúdas Matyi, János vitéz, Magyar Menyegző, Keleti táncvihar, Évszázadok táncai, Kocsonya Mihály házassága, A helység kalapácsa, Kőműves Kelemen.
Művei a Honvéd Táncszínház számára több nemzetközi sikert hoztak, a Lúdas Matyi énekes táncjátékot a Holland Táncszínház is műsorára tűzte.

## Fontos koreográfiái
- István, a király (rockopera, 1983)
- Szarvassá változott fiak (Markó Ivánnal, 1985)
- József és testvérei (Markó Ivánnal, 1994)
- Egri csillagok (Zsuráfszky Zoltánnal, 1997)
- Duna-rapszódia (dramatikus néptáncok, 2002)

## Könyvei
- Székely leánytánc; Gondolat, Bp., 1963 Budapest (Néptáncosok kiskönyvtára)
- Két gyermektánc Weöres Sándor versekre. Gyermektánc Bartók zenéjére; NPI, Bp., 1972 (Együtteseink műsorából)
- Koreográfiák. Két gyermektánc Weöres Sándor versekre, gyermektánc Bartók zenéjére, három tánc gyerekeknek, somogyi kanásztánc; Múzsák, Bp., 1988 (Néptáncosok könyvtára)
- Korniss Péter–Novák Ferenc: Tiszta forrásból; Planétás, Bp., 1997
- Elmondtam én... Novák Ferenc, Tata; összeáll. Farkas László; Planétás, Bp., 2000
- A tánc az életem. Novák Ferenccel beszélget Fazekas Valéria; Kairosz, Bp., 2008 (Magyarnak lenni)
- Tánc, élet, varázslat. Gondolatok, küzdelmek; Hagyományok Háza, Bp., 2016